# CMF Phone 1
CMF Phone 1 — смартфон середньо-бюджетного рівня, розроблений Nothing під їхнім суббрендом CMF. Був представлений 8 липня 2024 року. Особливістю смартфона стала знімна задня панель та можливість під'єднання до корпусу аксесуарів.

## Дизайн
Передня частина виконана зі скла, а корпус — зі звичайного матового пластику у чорному та світло-зеленому кольорах та з пластику і веганської шкіри ззаду в помаранчевому та синьому кольорах. Також присутній захист від пилу та бризок по стандарту IP52.
Ззаду смартфон подібний за дизайном до Nothing Phone (1) та Phone (2), але, на відміну від смартфонів Nothing, CMF Phone 1 не має Інтерфейсу Ґліфів. Натомість пристрій має звану виробником «Точку Аксесуарів» (англ. Accessory Point), в яку можна вкрутити такі аксесуари, як підставка, петля або чохол для карток. Також відкрутивши Точку Аксесуарів і 4 гвинти, що також розміщені ззаду, можна зняти задню панель, аби замінити її на іншу. Крім цього, на наступний день після представлення CMF Phone 1 Nothing опублікувала документацію смартфона, яка може допомогти спроєктувати свою задню панель для подальшого видруку її на 3D-принтері.
Знизу знаходяться гібридний слот під 2 SIM-картки або 1 SIM-картку і картку пам'яті формату microSD до 2 ТБ, мікрофон, роз'єм USB-C і динамік, а зверху — додатковий мікрофон. Зліва розміщена гойдалка регулювання гучності, а справа — кнопка блокування.

## Технічні характеристики

### Апаратне забезпечення
CMF Phone 1 отримав SoC MediaTek Dimensity 7300 з графічним процесором Mali-G615 MC2. Пристрій доступний в конфігураціях 6/128, 8/128 та 8/256 ГБ. Пристрій використовує оперативну пам'ять типу LPDDR4X та постійну типу UFS 2.2. 
Батарея отримала об'єм 5000 мА·год. Також смартфон підтримує швидку зарядку потужністю до 33 Вт та зворотну дротову зарядку до 5 Вт.
Смартфон отримав 6,7-дюймовий AMOLED-дисплей з роздільною здатністю Full HD+ (2400 × 1080), співвідношенням сторін 20:9, щільністю пікселів 395 ppi, частотою оновлення 120 Гц та круглим вирізом під фронтальну камеру, розміщеним зверху в центрі. Також під дисплей вбудовано оптичний сканер відбитків пальців.
Смартфон отримав основну подвійну камеру із ширококутним об'єктивом Sony IMX882 на 50 Мп з діафрагмою f/1.8 і фазовим автофокусом та сенсором глибини SmartSens SC202 на 2 Мп з діафрагмою f/2.4. Також смартфон отримав ширококутну передню камеру GalaxyCore GC16B3 на 16 Мп з діафрагмою f/2.0. Основна камера вміє записувати відео в роздільній здатності 4K@30fps, а передня — 1080p@30fps.

### Програмне забезпечення
CMF Phone 1 був випущений на Nothing OS 2.6 на базі Android 14 і пізніше був оновлений до Nothing OS 3.0 на базі Android 15.